# 广东野丁香
广东野丁香（学名：Leptodermis vestita），为茜草科野丁香属下的一个植物种。